# NGC 7237
NGC 7237 ist eine elliptische Galaxie vom Hubble-Typ E/S0 im Sternbild Pegasus. Sie ist schätzungsweise 360 Millionen Lichtjahre von der Milchstraße entfernt und hat einen Durchmesser von etwa 65.000 Lichtjahren. Gemeinsam mit NGC 7236 und NGC 7237C bildet sie das Galaxientriplett Arp 169 oder KPG 564. 
Halton Arp gliederte seinen Katalog ungewöhnlicher Galaxien nach rein morphologischen Kriterien in Gruppen. Diese Galaxie gehört zu der Klasse Galaxien mit diffusen Gegenarmen.
Das Objekt wurde am 25. August 1864 von dem Astronomen Albert Marth mithilfe eines 80-cm-Teleskops entdeckt.